# Conon de Nesle
Pour les articles homonymes, voir Conon et Nesle (homonymie).
Conon de Nesle est châtelain de Bruges à partir de 1160, seigneur de Pierrefonds à partir de 1164 et comte de Soissons et seigneur de Nesle de 1178 à sa mort en 1180.

## Biographie
Conon de Nesle est le fils de Raoul de Nesle, châtelain de Bruges (frère de Yves de Nesle) et de sa femme Gertrude, parente du comte de Flandre Thierry d'Alsace. Il a deux frères, Jean et Raoul. 

### Châtelain de Bruges
À la mort de leur père Raoul en 1160 ou peu avant, Conon hérite de la châtellenie de Bruges. À partir de 1160, il souscrit au moins une quinzaine de chartes des comtes de Flandre Thierry d'Alsace et Philippe d'Alsace avec le titre de châtelain de Bruges.
À partir de 1178, il n'apparaît plus en Flandre, sans doute occupé en Soissonnais.

### Seigneur de Pierrefonds
À partir de 1164, Conon agit comme seigneur de Pierrefonds, du chef de sa femme, Agathe,,. On ne connaît pas la date de leur mariage, au plus tard en 1164. 
Agathe est la fille de Dreux II, seigneur de Pierrefonds et de Béatrix de Crécy-en-Brie et la sœur de Nivelon III de Pierrefonds. Elle hérite de la seigneurie de Pierrefonds à la mort de ce dernier,,.
En 1173, Conon et Agathe font un don considérable à l'abbaye de Saint-Jean-aux-Bois, lui accordant des droits annuels sur le moulin et la foire de Pierrefonds.

### Comte de Soissons
En 1157, l'oncle de Conon, Yves de Nesle, comte de Soissons, qui n'a pas d'enfant de sa femme Yolande, désigne Conon comme son héritier s'il reste sans postérité,, dans un acte confirmé ensuite par le roi Louis VII le Jeune,. Conon est associé par Yves à l'administration de ses fiefs puisqu'il porte dès 1176 et 1177 les titres de comte de Soissons et de seigneur de Nesle,.
Conon succède comme prévu à son oncle Yves de Nesle à la mort de celui-ci en août 1178,,. Il donne une dizaine de chartes comme comte de Soissons et seigneur de Nesle, de 1178 à sa mort en 1180, avant le 20 avril.
Après avoir fait frapper des monnaies comme seigneur de Pierrefonds vers 1175/1178, Conon fait frapper des monnaies en tant que comte de Soissons en 1178-1180,. En 1178, Conon abandonne le style de son premier sceau, dont il existe des empreintes datées du début des années 1170, pour un sceau inspiré du grand sceau de 1168 de Philippe d'Alsace.

### Succession
À sa mort sans enfant en 1180, ses possessions personnelles sont partagées entre ses frères : Raoul devient comte de Soissons tandis que Jean Ier reçoit la seigneurie de Nesle et la châtellenie de Bruges. 
Sa veuve Agathe garde la seigneurie de Pierrefonds, jusqu'en 1192, date de sa dernière charte comme dame  de Pierrefonds. En 1193, le roi de France Philippe Auguste obtient Pierrefonds grâce à un échange qu'il effectue avec Gaucher III de Châtillon, ce dernier ayant hérité de Pierrefonds grâce à sa grand-mère.